# Фурмето
Фурмето (фр. Fourmetot) насеље је и општина у северној Француској у региону Горња Нормандија, у департману Ер која припада префектури Берне.
По подацима из 2011. године у општини је живело 629 становника, а густина насељености је износила 62,77 становника/km². Општина се простире на површини од 10,02 km². Налази се на средњој надморској висини од 127 метара (максималној 134 m, а минималној 48 m).

## Демографија
| 1962. | 1968. | 1975. | 1982. | 1990. | 1999. | 2011. |
| ----- | ----- | ----- | ----- | ----- | ----- | ----- |
| 327   | 384   | 386   | 434   | 520   | 552   | 629   |

График промене броја становника у току последњих година